# لورانس هو
لورانس هو (بالصينية: 何猷龍) هو شخصية أعمال صيني، ولد في 1976 في هونغ كونغ في الصين.